# Rudy Molard
Rudy Molard (Gleizé, França, 17 de setembro de 1989), é um ciclista francês.
Começou a correr, profissionalmente em 2012, pela equipe francesa Cofidis. Atingiu sua primeira vitória naquele mesmo ano, na 2ª etapa do Coppa delle Nazioni, uma prova de ciclismo italiana. Participa da 100ª edição do Tour de France, onde sua melhor classificação obtida até agora foi o 33º lugar na 15ª etapa do Tour, cujo destino era o Mont Ventoux, famoso conjunto de montanhas que faz parte dos Alpes Ocidentais. A etapa foi vencida pelo britânico Chris Froome, da equipe Team Sky.
O Mont Ventoux é famoso por ter vitimado o ciclista Tom Simpson em 1967, durante a 54º edição do Tour de France. Em 1970 o ciclista belga Eddy Merckx precisou receber oxigênio, por exaustão. O mesmo cenário apresentou-se na vitória de Froome neste ano.